# Plotha (Teuchern)
Plotha ein Ortsteil der Einheitsgemeinde Stadt Teuchern im Burgenlandkreis in Sachsen-Anhalt. Er gehört zur Ortschaft Prittitz.

## Geografische Lage
Prittitz liegt südwestlich von Weißenfels und nordwestlich der Stadt Teuchern. Durch den Ort verläuft der Kötschbach, ein Zufluss der Saale.

## Geschichte
Der Ort wurde bereits im Jahr 1161 erwähnt. Im Ort hatten verschiedene weltliche und geistliche Herrscher Besitz. Der links der Kötschbachs (Kaitzbachs) gelegene größere Teil des Orts gehörte nach einer Beschreibung in einer Urkunde des Markgrafen Dietrich von Landsberg von 1278 zum hochstiftlich-naumburgischen Burgward Schönburg, aus dem sich im Spätmittelalter das Amt Schönburg entwickelte. Das Rittergut in Plotha wurde bereits 1472 erwähnt.
1544 kam der links des Kötschbachs gelegene Teil von Plotha mit dem Amt Schönburg an das neu gegründete hochstift-naumburgische Amt Naumburg, mit welchem es seit 1564 zum Kurfürstentum Sachsen und zwischen 1656/57 und 1718 zum albertinischen Sekundogenitur-Fürstentum Sachsen-Zeitz gehörte. Der rechts des Bachs gelegene Teil gehörte ins kursächsische Amt Weißenfels (1656/57 bis 1746 zum albertinischen Sekundogenitur-Fürstentum Sachsen-Weißenfels). Durch die Beschlüsse des Wiener Kongresses kam Plotha 1815 zu Preußen und wurde 1816 dem Landkreis Naumburg im Regierungsbezirk Merseburg der Provinz Sachsen zugeteilt, zu dem der Ort bis zur Auflösung des Kreises 1932 gehörte.
Als Ortsteil der Gemeinde Prittitz wurde Plotha am 1. Januar 2011 per Gesetz ein Ortsteil der Ortschaft Prittitz innerhalb der Einheitsgemeinde Stadt Teuchern.

## Sehenswürdigkeiten

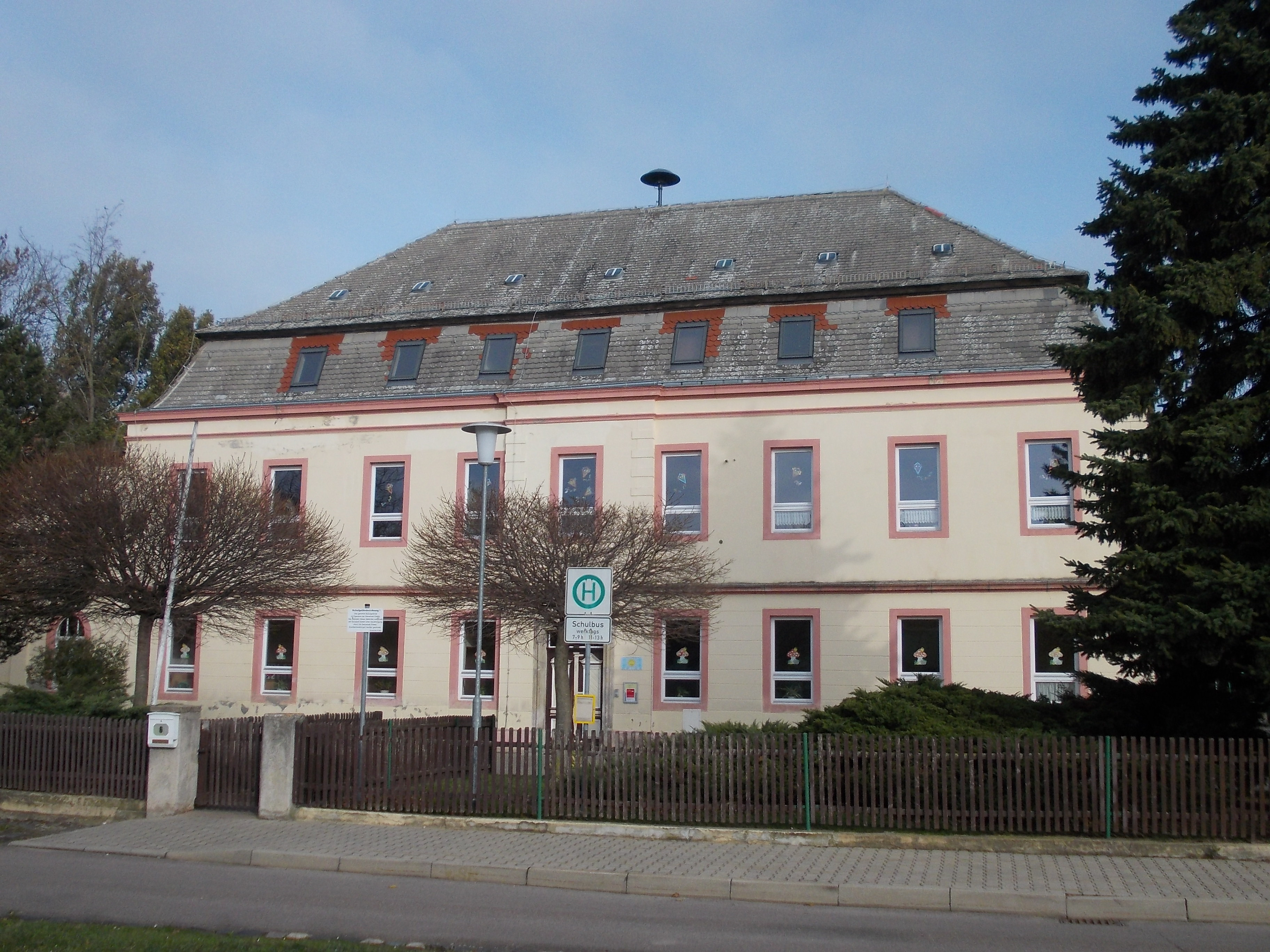
Herrenhaus Plotha

- Herrenhaus und Park des Rittergutes in Plotha[8]

## Verkehr
Durch Plotha führt die Bundesstraße 87. In unmittelbarer Nähe von Plotha verläuft die Bundesautobahn 9.